# 红渡镇
红渡镇，是中华人民共和国广西壮族自治区来宾市忻城县下辖的一个乡镇级行政单位。

## 行政区划
红渡镇下辖以下地区：
红渡社区、西江村、渡江村、古钵村、雷洞村、三合村、六铁村、六纳村、马安村、古房村、马蹄村和龙塘村。